# Гойсниц
Гойсниц (нем. Geußnitz) — деревня в Германии, в земле Саксония-Анхальт. Входит в состав города Цайц района Бургенланд.
Население составляет 662 человека (на 31 декабря 2006 года). Занимает площадь 7,55 км².
До лета 2009 года Гойсниц имела статус общины (коммуны), подразделявшейся на 2 сельских округа. 1 июля 2009 года вошла в состав города Цайц. Последним бургомистором общины Гойсниц была Даниэла Хофман.

## Достопримечательности

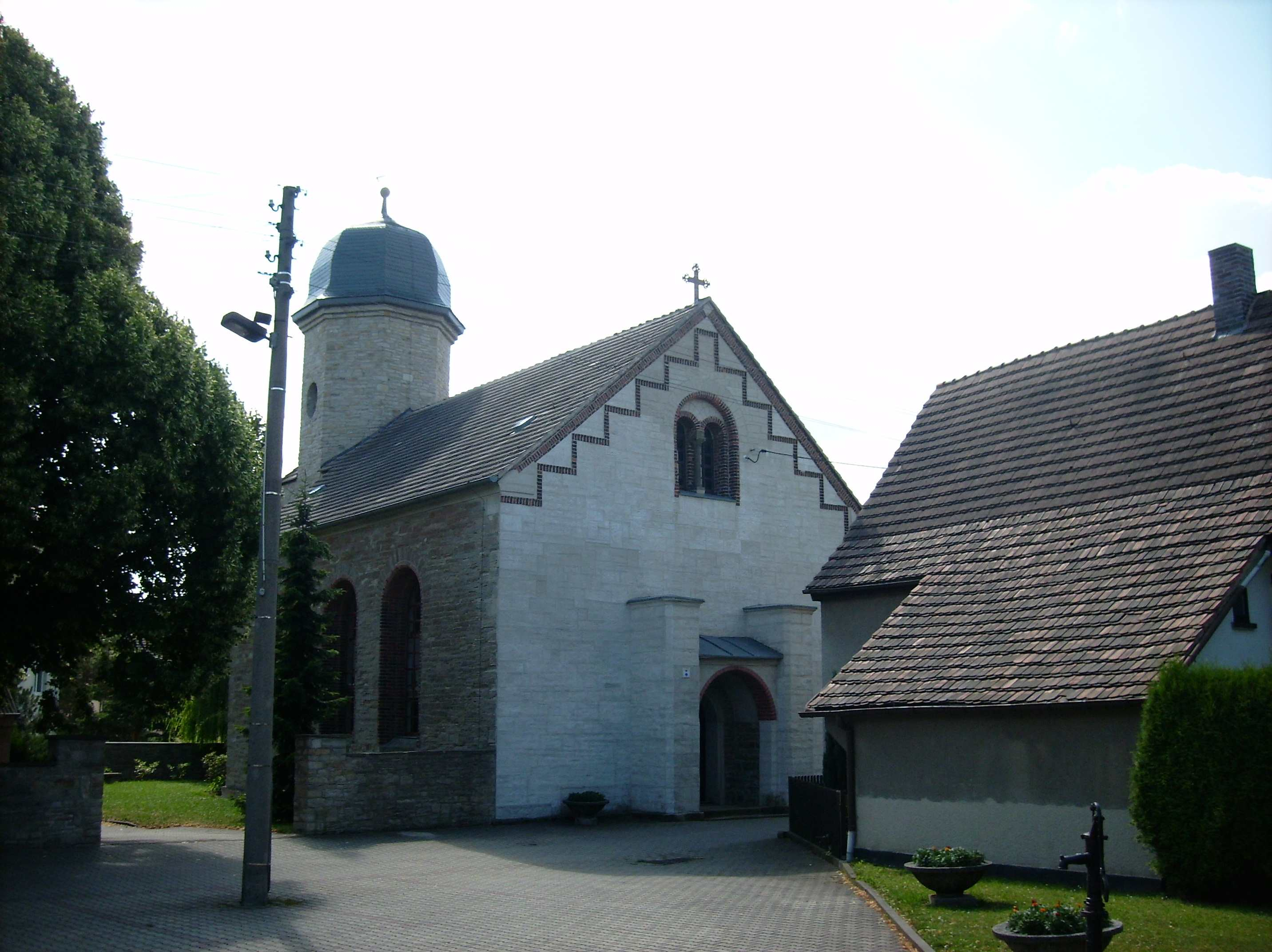
Церковь Гойсниц

- Церковь Гойсниц